# Рочестер Лансерс
«Рочестер Лансерс» — бывшая футбольная команда, основанная в Рочестере (Нью-Йорк), которая играла в Американской футбольной лиге с 1967 по 1969 год и в Североамериканской футбольной лиге с 1970 по 1980 год на стадионе «Аквинас» (переименован в Мемориальный Стадион Холледер в 1974 году). Они принадлежали Берни Родину, который также владел «Нью-Йорк Эроуз» и «Балтимор Бласт».
После трех лет участия в ASL клуб перешёл в новосозданный NASL и выиграл чемпионат в своем первом сезоне. А в следующем сезоне был остановлен в полуфинале, также второй раз подряд получил награду MVP нападающий клуба Карлос Метидиери.
Они были единственным клубом в истории NASL, участвовавшим в международном турнире, это был Кубок чемпионов КОНКАКАФ 1971, где они заняли четвёртое место.
Лансерс не могли повторить свой ранний успех десятилетиями. Их скромные достижения ограничились победой в нескольких выступлениях плей-офф, команда была расформирована после 1980 года. Однако начиная с 1978 года большая часть игроков «Лансерс» соревновалась не только в NASL, но и, используя название «Нью-Йорк Эроуз», в межсезонье, в MISL, под этим названием команда просуществовала до 1984 года и выиграла несколько чемпионатов.
В 2010 году в Высшей лиге шоубола была организована одноимённая команда, в 2015 году она была распущена.